# Calci malat
Calci malat là hợp chất hóa học có công thức Ca(C2H4O(COO)2). Đây là muối calci của axit malic.  Chất này là phụ gia thực phẩm với số E E352.